# Lyngen (gemeente)
Lyngen is een gemeente in de Noorse provincie Troms. De gemeente telde 2876 inwoners in januari 2017. In de gemeente ligt een deel van het Lyngenfjord. In het westen wordt de gemeente begrensd door het Ullsfjord.

## Plaatsen in de gemeente
- Furuflaten
- Lyngseidet